# إيرل ديكسون
إيرل ديكسون (بالإنجليزية: Earle Dickson)‏ هو مهندس ومخترِع أمريكي، ولد في 10 أكتوبر 1892، وتوفي في 21 سبتمبر 1961 في كيتشنر في كندا.